# Gammelstads IF
Gammelstads IF ist ein schwedischer Sportverein aus Luleå. Die Fußballmannschaft des Mehrspartenvereins spielte eine Spielzeit zweitklassig.

## Geschichte
Gammelstads IF gründete sich im April 1927. Die Fußballmannschaft spielte lange Zeit unterklassig, nach dem Aufstieg in die Viertklassigkeit am Ende der Spielzeit 1964 schaffte sie 1968 den Sprung in die dritte Liga. Dort setzte sie sich auf Anhieb im vorderen Ligabereich fest und verpasste 1971 als Staffelsieger der Division 3 Norra Norrland erst in der Aufstiegsrunde die Qualifikation für die zweite Liga, als sie ohne Punktgewinn hinter Gefle IF, Hägglunds IoFK und IFK Sundsvall den letzten Platz belegte. In den folgenden Jahren hielt sich der Klub im vorderen Tabellenbereich und etablierte sich Ende der 1970er Jahre als Serienmeister. 1977 verpasste die Mannschaft hinter IFK Västerås, Kramfors-Alliansen und Ope IF den Aufstieg, ein Jahr später setzte sie sich ohne Gegentor zusammen mit Enköpings SK vor IFK Östersund und Alnö IF durch.
In der Zweitliga-Spielzeit 1979 gewann die Fußballmannschaft von Gammelstads IF drei Spiele und belegte gemeinsam mit Mitaufsteiger Enköpings SK und IK Sirius die Abstiegsplätze. Den direkten Wiederaufstieg verpasste der Klub erst in der letzten Spielminute der Aufstiegsrunde: Durch den Ausgleichstreffer im Spiel gegen den nach zwei Siegen bereits qualifizierten Ope IF konnte Spånga IS Gammelstads IF um einen Punkt überflügeln. Auch in den folgenden beiden Spielzeiten verpasste der Klub als Staffelsieger in den Aufstiegsspielen die Rückkehr in die Zweitklassigkeit, als sich Jönköpings Södra IF respektive Grimsås IF durchsetzten. Nach einem zweiten Platz in der Spielzeit 1983 hinter Skellefteå AIK spaltete sich die erste Mannschaft des Klubs ab und schloss sich mit Notvikens IK zu Luleå FF zusammen. Die Fußballmannschaft von Gammelstads IF trat in der Folge unterklassig an.

## Basketball
Das Basketballteam ist als Gammelstads BBK aktiv und nahm in den 70er Jahren am Korać-Cup teil. Für die 1992 gegründete schwedische erste Profiliga Svenska basketligan konnte sich die Mannschaft bisher nicht qualifizieren.